# Тенса
Тенса (ісп. Tenza) — місто й муніципалітет у центральній частині Колумбії, у Східній провінції (департамент Бояка).

## Історія
Сучасне місто заснував іспанський конкістадор Гонсало Хіменес де Кесада 24 червня 1537 року. В окрему адміністративну одиницю муніципалітет було виділено 1778 року.

## Географія
Місто розташовано в південно-західній частині департаменту, в гірській місцевості Східної Кордильєри, за 47 кілометрів на південний захід від адміністративного центру департаменту, міста Тунха.
Муніципалітет межує на північному заході з муніципалітетом Ла-Капілья, на північному сході — з муніципалітетом Пачавіта, на сході — з муніципалітетом Ґараґоа, на півдні — з муніципалітетом Сутатенса, на південному заході — з муніципалітетом Ґуатеке.

## Демографія
За даними Національного адміністративного департаменту статистики Колумбії, загальна чисельність населення міста й муніципалітету 2015 року становила 4112 осіб.
Динаміка чисельності населення муніципалітету за роками:
| 4,651                                  | 4,595 | 4,542 | 4,493 | 4,442 | 4,397 | 4,342 | 4,286 | 4,228 | 4,178 | 4,112 |
| В період з 2005 по 2015 рік (тис. ос.) |       |       |       |       |       |       |       |       |       |       |

Відповідно до даних перепису 2005 року чоловіки складали 49,9 % населення Тенси, жінки — відповідно, 50,1 %. В расовому сенсі європейці й метиси складали 99,98 % від населення міста, індіанці — 0,02 %. Рівень грамотності серед всього населення складав 87,2 %.